# Aedia rufimixta
Aedia rufimixta là một loài bướm đêm trong họ Erebidae.